# Марк Фергус и Хоук Остби

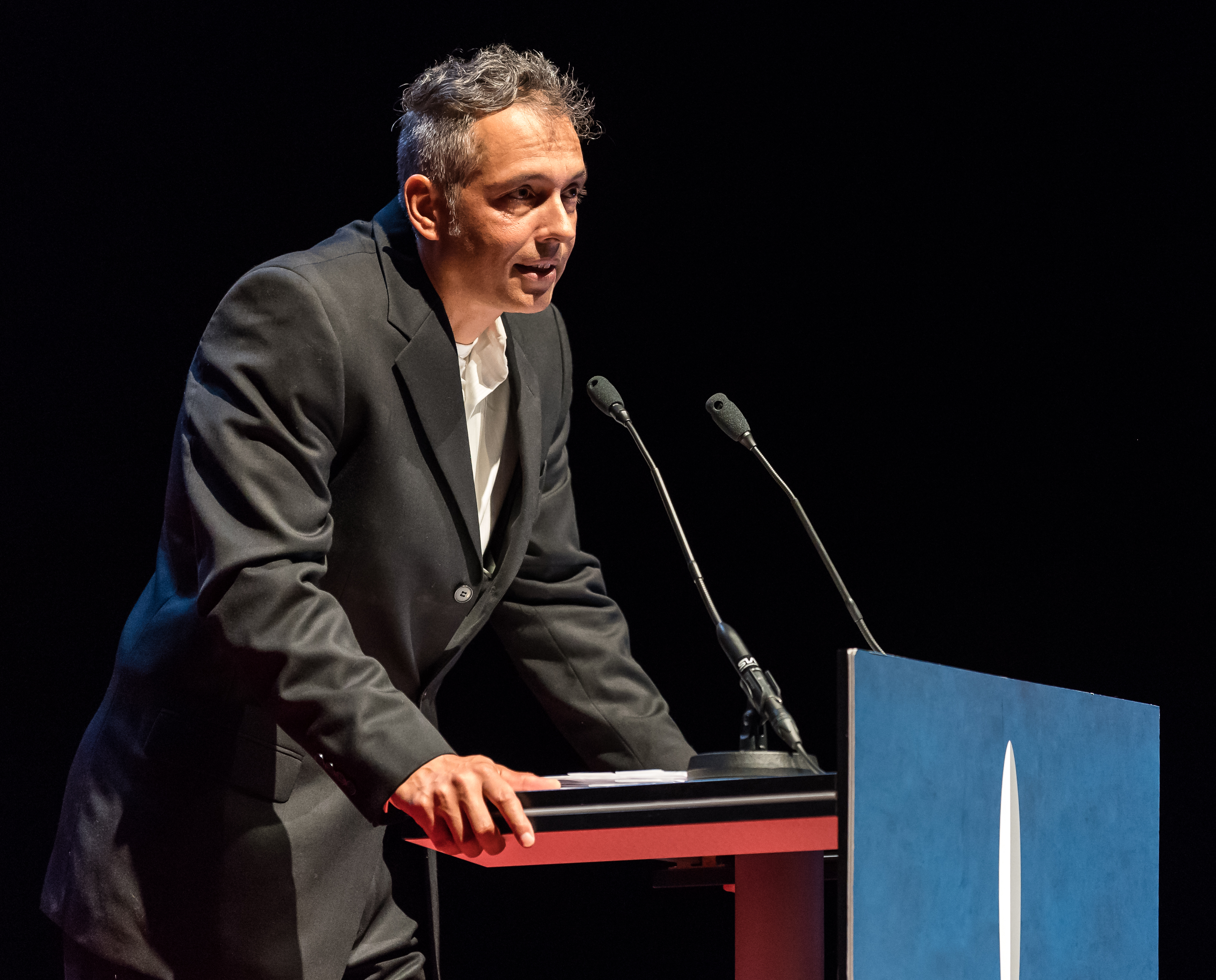
Хоук Остби на церемонии вручения премии «Хьюго» в Хельсинки в 2017 году

Марк Фе́ргус и Хо́ук О́стби (англ. Mark Fergus & Hawk Ostby) — американский дуэт сценаристов, наиболее известный своей работой над фильмами «Дитя человеческое» (2006) и «Железный человек» (2008).

## Карьера
В 2006 году, дуэт написал сценарий к фильму «Дитя человеческое», за которую они были номинированы на премию «Оскар» в категории «Лучший адаптированный сценарий».
В 2008 году, дуэт, вместе с другим дуэтом — Артом Маркамом и Мэттом Холлоуэйем, написал сценарий к фильму «Железный человек» для компании Marvel Studios, действие которого происходило в медиафраншизе «Кинематографическая вселенная Marvel», срежиссированному американским режиссёром и актёром Джоном Фавро и выпущенному 2 мая 2008 года компанией Paramount Pictures.
Среди других их работ — фильмы «До первого снега» (2006), режиссёром которого также был Фергус, и «Ковбои против пришельцев» (2011).
Они также являются создателями и исполнительными продюсерами телесериала «Пространство», дебютировавшего на телеканале Syfy в декабре 2015 года.